# 毛利与一
毛利 与一（もうり よいち、1901年4月15日 - 1982年1月30日）は、日本の弁護士。

## 人物・来歴
福岡県北九州市で生まれる。
1925年に京都帝国大学法学部を卒業。1928年には大阪で法律事務所を開く。その後は第2次大本教事件、人民戦線事件、天理本道事件などの弁護人を務める。戦後、東京裁判では平沼騏一郎の補佐弁護人を務め、鈴木大阪警視総監名誉毀損事件ではGHQの裁判干渉に抗議しながら弁護に当たった。その他にも松川事件、八海事件、破壊活動防止法京都事件、朝日訴訟、砂川事件などで弁護活動を行った。
1958年『自由心証論 : 有罪心証としての』で立命館大学法学博士を取得。1959年に大阪弁護士会会長を務めた。禅の比較思想的研究も行っていた。

## 著書
- 『禅思想の構造』（1940年、河原書店）
- 『禅と哲学』（1943年、一条書房）
- 『自由心証論 : 有罪心証としての』（1956年、有信堂）
- 『刑事訴訟法序説』（1959年、法律文化社）
- 『禅と西洋思想』（1966年、勁草書房）
- 『裁判における根拠と理由』（1973年、日本評論社）